# 콜핑
콜핑은 1983년 국내브랜드로 탄생하였으며 자연의 가치를 소중하게 생각하는 마음을 모티브로 한 대한민국의 의류, 등산장비, 스포츠용품 아웃도어 브랜드이다.

## 콜핑의 유래
콜핑은 코리아 캠핑을 줄여서 만든 브랜드명이다. 광고카피와 관련한 일화 한 토막으로 '산과 하나되는 자유', '자연이 선택한 브랜드' 등을 만들어 반응을 봤지만 싸늘했고 이는 내용을 압축적으로 전달하지 못하면서 시장에 중저가 이미지로 어필하지 못한다는 분석이 있었다. 이에 (현) 박만영 회장이 무심결에 "그냥 콜핑이면 충분하지 않나"라고 내뱉었고 이는 브랜드명까지 이어지게 되었다고 한다.

## 콜핑의 역사
| 연도   | 설명 |
| ------ | --- |
| 1983년 | 콜핑 브랜드 런칭 |
| 1995년 | 국내 내수 시장 개척 시작(아람마트) |
| 1997년 | 국내 내수 영업 개시 |
| 1998년 | 콜핑 설립 - 텐트 유럽 및 미주 수출업 |
| 2001년 | (주) 콜핑 법인 설립(경남 양산시 웅상읍 소주리) 및 서울사무소 (경기 고양시) 개소 |
| 2003년 | (주) 콜핑 본점 신축 확장 이전 |
| 2004년 | 이태리 OUTDOOR 명품 브랜드 "바일로" 직수입 런칭 |
| 2005년 | 스위스 쉘러사 라이센스 획득 전산(ERP&POS) SYSTEM 도입 일본 토레이사 라이센스 승인 위탁 19호점 개점 (주) 콜핑 2006 패션쇼 개최 |
| 2006년 | 콜핑천안 원정대(에베레스트) 등정 성공 콜핑 동아대학교 원정대(히말라야 가셔브롬Ⅰ.Ⅱ봉) 등정 성공 |
| 2007년 | 2007 KNN 가족사랑마라톤대회 MAIN SPONSOR (주) 콜핑 덕계매장 준공 |
| 2008년 | 부산국제섬유 패션전시회 (BEXCO) 참여 및 Fashion Show 개최 POS, ERP, 홈페이지 리뉴얼 |
| 2009년 | 중국 난징 아웃도어 전시회 참여 2009 대구국제바디페인팅 페스티벌" 단독 협찬사 참여 부산국제섬유 패션전시회 (BEXCO) 참여 및 Fashion Show 개최 |
| 2010년 | 대한산악연맹 히말라야 히무룽 한국최초 등정 성공 대한산악연맹 히말라야 K2등정 성공 부산국제섬유 패션전시회 (BEXCO) 참여 및 Fashion Show 개최 대한산악연맹 공식후원사 협정 |
| 2011년 | 2011 부산 국제 섬유 패션 전시회 참여 스타 마케팅 진행 |
| 2012년 | 부산국제섬유 패션전시회 (BEXCO) 참여 및 Fashion Show 개최(8년 연속) 롯데 백화점 입점 |
| 2013년 | 부산국제섬유 패션전시회 (BEXCO) 참여 신규 브랜드 BTR 런칭 사업 착수 콜핑 모바일 홈페이지 개설 콜핑 모바일 ERP 시스템 개발 |
| 2014년 | 신규 브랜드 BTR 법인 설립 부산국제섬유 패션전시회 (BEXCO) 참여 |
| 2015년 | 부산 동의의료원 MOU 체결 대한산악구조협회 업무협약 MOU체결 중국 리양 콜핑 해외법인 준공 |
| 2016년 | 제 49회 대통령기 전국등산대회 공식후원 진주 경상대학교 발전기금전달식 및 박만영홀 건립 경일대학교 에베레스트 원정대 후원 제 4회 콜핑&비티알이 함께하는 문경새재전국트레킹대회 주최 BIFOT 부산국제신발섬유패션전시회 참가 글로벌 아웃도어 & 스포츠 컨퍼런스 후원 부산동구청 이바구숲길 마라톤대회 후원 |
| 2017년 | 콜핑 2017 S/S 상품설명회 개최 전국시도연맹 등산학교 MOU 체결 한중일 교류 등 반대 콜핑과 함께하는 나눔실천 행복한 동행 후원 콜핑과 함께하는 한국청소년오지탐험대 후원 양산하프마라톤 2018 평창올림픽 성화봉송 BIFOT 부산국제신발섬유패션전시회 참가                                                    |
| 2018년 | 대통령기 등반대회 후원 웅상 회야제 후원 |

## 콜핑의 마크
콜핑의 마크는 사람의 역동적인 모습과 유연성을 현대적으로 표현한 것이다. 마크의 색상은 빨강이며 한국어로는 콜핑, 영어로는 KOLPING이다.

## 콜핑의 기능성 소재
심파렉스, 하이쿨, 하이쿨프리미엄, 드라이쉘, 파워 X 드림, 폴라원텍스, 에이스폴라텍스, 콜텍스, 바이오텍스, 프론트라이트, 파워 X 스트레치, 바이오헥사, 월텍스, 에브리바디, 웰프레쉬, 하이쿨에이플러스, 폴라원텍스에이플러스, 바이오에이플러스 등이 있다.
| 소재                                    | 설명                                                                             |
| --------------------------------------- | -------------------------------------------------------------------------------- |
| 심파텍스(SYMPATEX)                      | 인체에 무해한 최첨단 친환경 제품으로 100% 재활용이 가능하다.                     |
| 하이쿨(HI COOL)                         | 땀을 신속하게 흡수하며 착용자에게 우수한 착용감을 주는 섬유이다.                 |
| 하이쿨 프리미엄(HI COOL-PREMIUM)        | 쾌적하고 가벼운 중량과 우수한 신축성을 가졌다.                                   |
| 드라이쉘(DRY SHIELL)                    | 외부의 수분은 막아주고 땀을 신속히 배출해줌으로써 주로 바지나 티셔츠에 사용된다. |
| 파워드림(POWER X DREAM)                 | 보온과 통기성이 뛰어나며 동계용에 적합하다.                                      |
| 폴라원텍스(POLAR ONE TEX)               | 가볍고 활동시에 편안하며 통기성이 뛰어나다.                                      |
| 에이스폴라텍스(ACE POLAR TEX)           | 폴라폴리스원단을 라미네이팅하여 방풍성과 보온성이 우수하다.                      |
| 콜텍스(KOLTEX)                          | 땀배출이 신속하고 세탁시 오염물 제거가 쉽다.                                     |
| 바이오텍스(BIOTEX)                      | 생활방수가 뛰어나며 방수성이 탁월하다.                                           |
| 프론트라이트(FRONT LIGHT)               | 가볍고 외관이 우수하다.                                                          |
| 파워(POWER X STRETCH)                   | 신축성이 우수하고 체형에 편안한 느낌을 준다.                                     |
| 바이오헥사(BIO HEXA)                    | 신축성이 좋고 우수한 통풍성을 가졌다.                                            |
| 웰텍스(WEL-TEX)                         | 신축성이 우수하고 가벼운 중량을 가졌다.                                          |
| 에브리바디(EVERY BODY)                  | 탄력성과 원성회복성이 우수한 스트레치원단이다.                                   |
| 웰프레쉬(WELFRESH)                      | 부드럽고 우수한 방풍기능을 가지고있다.                                           |
| 하이쿨에이플러스(HI COOL A+)            | 땀을 신속히 흡수하고 착용감이 부드럽다.                                          |
| 폴라원텍스 에이플러스(POLAR ONE TEX A+) | 가볍고 보온성이 뛰어나며 착용시 편안하다.                                        |
| 바이오에이플러스(BIOTEX A+)             | 생활방수가 되며 관리에 용이하다.                                                 |

## 어바웃 콜핑
콜핑은 익스트림라인, 스포츠라인, 라이프스타일웨어라인, 키즈라인을 가지고 있다.
익스트림라인은 가장 극한 자연환경 속에서 최적의 활동성을 제공하는 익스트림 라인으로 쾌적함을 유지하고 신체를 보호할 수 있게 설계한 라인이다.
스포츠라인은 일상과 스포츠를 결합한 라인으로 운동시에 컨디션을 유지시켜주는 스포츠 라인이다.
라이프 스타일웨어라인은 도시적 감성에 아웃도어의 기능성을 둔 실용적인 라인이다.
키즈라인은 야외활동에 적합한 아동 제품으로 아동의 스타일을 한단계 업그레이드시킨 라인이다.

## 콜핑의 홍보모델
송승헌, 박하선(2012년 7월 콜핑 공식모델)
송승헌, 김민정(2013년 9월 콜핑 공식모델)
송승헌, 임수향(2014년 9월 콜핑 공식모델)
설현(2016년 3월 콜핑 공식모델)
서현진(2017년 콜핑 공식모델)
김래원(2020년 콜핑 공식모델)
홍지윤 (가수)곽동연(2023년 콜핑 공식모델)
홍지윤 (가수)박지현 (가수)(2024년 콜핑 공식모델)

## 콜핑의 사회적 공헌
2018 창원세계사격선수권대회 후원 콜핑은 2018 창원세계사격선수권대회 후원협약을 체결하였다. 콜핑은 경기진행요원, 자원봉사자 등에게 1700여 명에게 티셔츠, 조끼, 바지, 모자, 스포츠 타올, 크로스백, 물병 등 대회 운영에 필요한 의류 및 용품 일체를 제공하였다.
한국 청소년 오지탐사대 후원 콜핑은 대한산악연맹이 주최하고 콜핑이 후원하는 한국 청소년 오지탐사대는 글로벌 리더십과 청소년들의 도전정신을 기르기 위해 콜핑이 2001년부터 후원하여 대한산악연맹이 주최해온 청소년 해외 활동 프로그램이다.
국제스포츠클라이밍 월드컵 대회 공식 후원 콜핑이 2013년 10월 11일부터 12일까지 개최되는 2013 국제스포츠클라이밍월드컵 대회 후원을 통해서 등산 문화 발전은 물론 익스트림 스포츠 발전에도 기여를 하고자 하였다.
롯데 자이언츠, 선수단 후원 업무협약 2013년 3월 27일 부산 사직경기장에서 프로야구단 롯데 자이언츠와 콜핑은 2015시즌 선수단 용품 후원과 홍보, 마케팅 진행을 위한 공식 업무협약을 체결했다.
콜핑의 여자 씨름단 창단 콜핑은 2015년 10월 국내에서 처음으로 실업 여자 씨름단(설창헌 단장과 국내 여자 씨름계의 최강자 임수정·양윤서 선수등)을 창단하였습니다. 콜핑은 우리나라의 고유 민속 스포츠인 씨름을 세계에 널리 알리고 국민체육 진흥에 도움을 주기 위하여 여자 씨름단을 창단했다.
콜핑, 부산 최초 빙상팀 창단 2016년 2월 부산시는 지역 동계스포츠 기반 조성과 선수 육성을 위해 콜핑과 협의를 통해 빙상(쇼트트랙)종목 실업팀 창단을 결정했다고 22일 밝혔다.

## 콜핑의 수상 이력
스포츠마케팅 대상
2016 베스트브랜드 대상
대한민국 산악대상
대한민국 체육 공로상

## 콜핑과 함께하는 브랜드 BTR
BTR은 콜핑의 자매 골프웨어 브랜드로 노르딕 어반 라이프스타일 골프웨어를 콘셉트로, 북유럽풍 디자인을 구현하였다.
BTR은 골프를 즐기는 연령대가 낮아지는 추세를 반영해, 아이돌그룹 전속모델로 발탁하여 TV 광고 등 마케팅 활동을 펼치고 있다.

## 사건
2016년 8월 콜핑의 여성용 집업티셔츠인 아비드의 돌출된 지퍼로 인해 티셔츠 지퍼에 얼글을 긁혔다는 사례 등 상해가능성이 제기되었고 이에 콜핑은 한국소비자원의 시정요구를 수용해 판매된 1982장의 티셔츠에 대해 무선수선 또는 수선된 제품으로 교환하고 재고수량 1925장은 전량 수거하기로 결정하였다.

## 향후 방향
콜핑은 2016년 2월 24일부터 27일까지 베이징에서 열리는 국제스포츠용품박람회(ISPO) 아웃도어 전시에 참가해 아웃도어 브랜드 콜핑과 골프웨어 브랜드 비티알 홍보에 들어갔다. 콜핑은 중국인이 좋아하는 오렌지, 라이트 그린, 망고 빛깔을 주요 색상으로 한 색감에 투습 기능이 우수한 친환경 소재 심파텍스 원단을 사용한 고기능성 전문 재킷 등으로  기능성이 어우러진 제품을 선보이며 중국 소비자들의 마음을 사로잡았다. 콜핑의 박만영 회장은 "혁신적인 기술과 뛰어난 디자인을 앞세워 앞으로 중국에 계속 매장을 늘려나갈 계획"이라고 말했으며 "아웃도어 시장으로 주목받는 중국 시장을 교두보로 앞으로 아시아권 전역과 유럽으로 진출을 확대할 계획"이라고 밝혔다.

## 웰론
콜핑은 K8시리즈(KQ08531M,KQ08531W,KR08534M),BTR(BRJ0646M) 등의 패딩자켓에서 웰론충전재를 사용하여 가볍게 착용가능한 모델을 출시한 바 있다.